# Борисенко, Иван Иванович
Иван Иванович Борисенко (1923—1988) — Гвардии полковник Советской Армии, участник Великой Отечественной войны, Герой Советского Союза (1946).

## Биография
Иван Борисенко родился 28 сентября 1923 года в городе Запорожье Украина. Окончил девять классов средней школу и аэроклуб в Запорожье.
В 1940 году был призван на службу в Рабоче-крестьянскую Красную Армию. В 1942 году окончил Качинскую военную авиационную школу лётчиков. С сентября 1942 года — на фронтах Великой Отечественной войны в составе 274-го истребительного авиаполка. Участвовал в боях на Сталинградском, Юго-Западном, 1-м, 2-м, 4-м Украинском фронтах. В 1943 году вступил в ВКП(б). Во время боёв был ранен. К марту 1945 года гвардии капитан Иван Борисенко был заместителем командира эскадрильи 73-го гвардейского истребительного авиаполка 6-й гвардейской истребительной авиадивизии 5-й воздушной армии 2-го Украинского фронта.
К марту 1945 года Борисенко совершил 245 боевых вылетов, принял участие в 63 воздушных боях, в которых лично сбил 23 самолёта и 1 аэростат, и 2 самолёта и 2 аэростата — в составе группы. Всего же за время войны Борисенко произвёл 260 боевых вылетов, принял участие в 70 воздушных боях, сбил 26 самолётов лично и 2 — в группе., по другим данным — сбил 23 самолёта лично и 1 в группе. Кроме того, сбил 1 аэростат лично и 2 в паре.
Указом Президиума Верховного Совета СССР от 15 мая 1945 года за «образцовое выполнение заданий командования и проявленные мужество и героизм в боях с немецко-фашистскими захватчиками» гвардии капитан Иван Борисенко был удостоен высокого звания Героя Советского Союза с вручением ордена Ленина и медали «Золотая Звезда» за номером 6324.
После окончания войны Борисенко продолжил службу в Советской Армии. В 1953 году он окончил Военно-воздушную академию, освоил несколько разновидностей реактивных истребителей. В 1975 году в звании полковника Борисенко был уволен в запас. Проживал и работал в Киеве. Умер 22 апреля 1988 года.
Был также награждён тремя орденами Красного Знамени, орденами Богдана Хмельницкого 3-й степени, Отечественной войны 1-й степени, Трудового Красного Знамени, «За службу Родине в Вооружённых силах СССР», двумя орденами Красной Звезды, а также рядом медалей.